# Varese Calcio 1978-1979
Questa voce raccoglie le informazioni riguardanti il Varese Calcio nelle competizioni ufficiali della stagione 1978-1979.

## Rosa
| N. |                   | Ruolo | Calciatore           |
| -- | ----------------- | ----- | -------------------- |
|    | Italia (bandiera) | D     | Antonio Elia Acerbis |
|    | Italia (bandiera) | D     | Massimo Arrighi      |
|    | Italia (bandiera) | C     | Gianfranco Bedin     |
|    | Italia (bandiera) | C     | Dario Catena         |
|    | Italia (bandiera) | C     | Paolo Doto           |
|    | Italia (bandiera) | P     | Leopoldo Fabris      |
|    | Italia (bandiera) | A     | Sergio Ferretti      |
|    | Italia (bandiera) | A     | Paolo Franceschelli  |
|    | Italia (bandiera) | C     | Maurizio Giovannelli |
|    | Italia (bandiera) | D     | Bruno Limido         |
|    | Italia (bandiera) | D     | Antonio Maggioni     |
|    | Italia (bandiera) | C     | Luigi Manueli        |
|    | Italia (bandiera) | D     | Fabio Massimi        |

| N. |                   | Ruolo | Calciatore          |
| -- | ----------------- | ----- | ------------------- |
|    | Italia (bandiera) | A     | Giampaolo Montesano |
|    | Italia (bandiera) | P     | Enrico Nieri        |
|    | Italia (bandiera) | C     | Federico Norbiato   |
|    | Italia (bandiera) | C     | Luciano Orati       |
|    | Italia (bandiera) | D     | Massimo Pedrazzini  |
|    | Italia (bandiera) | D     | Luca Pellegrini     |
|    | Italia (bandiera) | A     | Ernestino Ramella   |
|    | Italia (bandiera) | C     | Michele Ruffinoni   |
|    | Italia (bandiera) | A     | Roberto Russo       |
|    | Italia (bandiera) | D     | Ubaldo Spanio       |
|    | Italia (bandiera) | C     | Sergio Taddei       |
|    | Italia (bandiera) | D     | Rosolo Vailati      |
|    | Italia (bandiera) | D     | Giuseppe Vitillo    |

## Risultati

### Serie B

#### Girone di andata
| 24 settembre 1978 1ª giornata | Nocerina | 2 – 0 | Varese |  |

| 1º ottobre 1978 2ª giornata | Varese | 2 – 2 | Udinese |  |

| 16 novembre 1947 3ª giornata | Pescara | 2 – 0 | Varese |  |

| 15 ottobre 1978 4ª giornata | Varese | 2 – 2 | Monza |  |

| 16 dicembre 1945 5ª giornata | Ternana | 0 – 1 | Varese |  |

| 29 ottobre 1978 6ª giornata | Varese | 1 – 1 | Taranto |  |

| 5 novembre 1978 7ª giornata | Cesena | 1 – 0 | Varese |  |

| 12 novembre 1978 8ª giornata | Varese | 2 – 2 | Sampdoria |  |

| 19 novembre 1978 9ª giornata | Palermo | 0 – 1 | Varese |  |

| 26 novembre 1978 10ª giornata | Varese | 1 – 0 | Genoa |  |

| 3 dicembre 1978 11ª giornata | Foggia | 1 – 0 | Varese |  |

| 10 dicembre 1978 12ª giornata | Varese | 0 – 1 | SPAL |  |

| 17 dicembre 1978 13ª giornata | Sambenedettese | 3 – 1 | Varese |  |

| 7 gennaio 1979 14ª giornata | Varese | 1 – 1 | Bari |  |

| 14 gennaio 1979 15ª giornata | Pistoiese | 2 – 1 | Varese |  |

| 21 gennaio 1979 16ª giornata | Cagliari | 2 – 0 | Varese |  |

| 28 gennaio 1979 17ª giornata | Varese | 1 – 0 | Rimini |  |

| 4 febbraio 1979 18ª giornata | Brescia | 1 – 0 | Varese |  |

| 11 febbraio 1979 19ª giornata | Varese | 1 – 1 | Lecce |  |

#### Girone di ritorno
| 18 febbraio 1979 20ª giornata | Varese | 1 – 1 | Nocerina |  |

| 25 febbraio 1979 21ª giornata | Udinese | 1 – 0 | Varese |  |

| 4 marzo 1979 22ª giornata | Varese | 2 – 1 | Pescara |  |

| 11 marzo 1979 23ª giornata | Monza | 2 – 0 | Varese |  |

| 18 marzo 1979 24ª giornata | Varese | 1 – 0 | Ternana |  |

| 25 marzo 1979 25ª giornata | Taranto | 3 – 2 | Varese |  |

| 1º aprile 1979 26ª giornata | Varese | 0 – 3 | Cesena |  |

| 8 aprile 1979 27ª giornata | Sampdoria | 2 – 0 | Varese |  |

| 14 aprile 1979 28ª giornata | Varese | 0 – 0 | Palermo |  |

| 22 aprile 1979 29ª giornata | Genoa | 2 – 0 | Varese |  |

| 29 aprile 1979 30ª giornata | Varese | 1 – 1 | Foggia |  |

| 6 maggio 1979 31ª giornata | SPAL | 3 – 0 | Varese |  |

| 13 maggio 1979 32ª giornata | Varese | 2 – 2 | Sambenedettese |  |

| 20 maggio 1979 33ª giornata | Bari | 1 – 0 | Varese |  |

| 27 maggio 1979 34ª giornata | Varese | 0 – 1 | Pistoiese |  |

| 3 giugno 1979 35ª giornata | Varese | 0 – 2 | Cagliari |  |

| 10 giugno 1979 36ª giornata | Rimini | 1 – 1 | Varese |  |

| 17 giugno 1979 37ª giornata | Varese | 3 – 3 | Brescia |  |

| 24 giugno 1979 38ª giornata | Lecce | 2 – 1 | Varese |  |

## Statistiche

### Statistiche di squadra
| Competizione | Punti | In casa | In casa | In casa | In casa | In casa | In casa | In trasferta | In trasferta | In trasferta | In trasferta | In trasferta | In trasferta | Totale | Totale | Totale | Totale | Totale | Totale | DR  |
| Competizione | Punti | G       | V       | N       | P       | Gf      | Gs      | G            | V            | N            | P            | Gf           | Gs           | G      | V      | N      | P      | Gf     | Gs     | DR  |
| ------------ | ----- | ------- | ------- | ------- | ------- | ------- | ------- | ------------ | ------------ | ------------ | ------------ | ------------ | ------------ | ------ | ------ | ------ | ------ | ------ | ------ | --- |
| Serie B      | 24    | 19      | 4       | 11      | 4       | 21      | 24      | 19           | 2            | 1            | 16           | 8            | 31           | 38     | 6      | 12     | 20     | 29     | 55     | -26 |
| Coppa Italia | 5     | 2       | 1       | 1       | 0       | 1       | 0       | 2            | 1            | 0            | 1            | 4            | 4            | 4      | 2      | 1      | 1      | 5      | 4      | +1  |
| Totale       |       | 21      | 5       | 12      | 4       | 22      | 24      | 21           | 3            | 1            | 17           | 12           | 35           | 42     | 8      | 13     | 21     | 34     | 59     | -25 |

### Statistiche dei giocatori
| Giocatore        | Serie B  | Serie B | Serie B     | Serie B    | Coppa Italia | Coppa Italia | Coppa Italia | Coppa Italia | Totale   | Totale | Totale      | Totale     |
| Giocatore        | Presenze | Reti    | Ammonizioni | Espulsioni | Presenze     | Reti         | Ammonizioni  | Espulsioni   | Presenze | Reti   | Ammonizioni | Espulsioni |
| ---------------- | -------- | ------- | ----------- | ---------- | ------------ | ------------ | ------------ | ------------ | -------- | ------ | ----------- | ---------- |
| A. Acerbis       | 23       | 0       | ?           | ?          | ?            | ?            | ?            | ?            | 23+      | 0+     | ?           | ?          |
| M. Arrighi       | 21       | 0       | ?           | ?          | ?            | ?            | ?            | ?            | 21+      | 0+     | ?           | ?          |
| G. Bedin         | 21       | 0       | ?           | ?          | ?            | ?            | ?            | ?            | 21+      | 0+     | ?           | ?          |
| D. Catena        | 3        | 1       | ?           | ?          | ?            | ?            | ?            | ?            | 3+       | 1+     | ?           | ?          |
| P. Doto          | 19       | 0       | ?           | ?          | ?            | ?            | ?            | ?            | 19+      | 0+     | ?           | ?          |
| L. Fabris        | 17       | -24     | ?           | ?          | ?            | ?            | ?            | ?            | 17+      | -24+   | ?           | ?          |
| S. Ferretti      | 24       | 0       | ?           | ?          | ?            | ?            | ?            | ?            | 24+      | 0+     | ?           | ?          |
| P. Franceschelli | 1        | 0       | ?           | ?          | ?            | ?            | ?            | ?            | 1+       | 0+     | ?           | ?          |
| M. Giovannelli   | 26       | 5       | ?           | ?          | ?            | ?            | ?            | ?            | 26+      | 5+     | ?           | ?          |
| B. Limido        | 7        | 0       | ?           | ?          | ?            | ?            | ?            | ?            | 7+       | 0+     | ?           | ?          |
| A. Maggioni      | 18       | 0       | ?           | ?          | ?            | ?            | ?            | ?            | 18+      | 0+     | ?           | ?          |
| L. Manueli       | 27       | 2       | ?           | ?          | ?            | ?            | ?            | ?            | 27+      | 2+     | ?           | ?          |
| F. Massimi       | 33       | 0       | ?           | ?          | ?            | ?            | ?            | ?            | 33+      | 0+     | ?           | ?          |
| G. Montesano     | 16       | 0       | ?           | ?          | ?            | ?            | ?            | ?            | 16+      | 0+     | ?           | ?          |
| E. Nieri         | 22       | -31     | ?           | ?          | ?            | ?            | ?            | ?            | 22+      | -31+   | ?           | ?          |
| F. Norbiato      | 8        | 0       | ?           | ?          | ?            | ?            | ?            | ?            | 8+       | 0+     | ?           | ?          |
| L. Orati         | 4        | 0       | ?           | ?          | ?            | ?            | ?            | ?            | 4+       | 0+     | ?           | ?          |
| M. Pedrazzini    | 24       | 1       | ?           | ?          | ?            | ?            | ?            | ?            | 24+      | 1+     | ?           | ?          |
| L. Pellegrini    | 2        | 1       | ?           | ?          | ?            | ?            | ?            | ?            | 2+       | 1+     | ?           | ?          |
| E. Ramella       | 30       | 1       | ?           | ?          | ?            | ?            | ?            | ?            | 30+      | 1+     | ?           | ?          |
| M. Ruffinoni     | 3        | 0       | ?           | ?          | ?            | ?            | ?            | ?            | 3+       | 0+     | ?           | ?          |
| R. Russo         | 32       | 11      | ?           | ?          | ?            | ?            | ?            | ?            | 32+      | 11+    | ?           | ?          |
| U. Spanio        | 5        | 0       | ?           | ?          | ?            | ?            | ?            | ?            | 5+       | 0+     | ?           | ?          |
| S. Taddei        | 34       | 3       | ?           | ?          | ?            | ?            | ?            | ?            | 34+      | 3+     | ?           | ?          |
| R. Vailati       | 33       | 2       | ?           | ?          | ?            | ?            | ?            | ?            | 33+      | 2+     | ?           | ?          |
| G. Vitillo       | 1        | 0       | ?           | ?          | ?            | ?            | ?            | ?            | 1+       | 0+     | ?           | ?          |